# Los funerales de Atahualpa
Los funerales de Atahualpa es una pintura academicista del artista peruano Luis Montero, que desarrolla el tema histórico de las exequias del último emperador inca. Corresponde a un óleo sobre tela de grandes dimensiones, 420 x 600 cm, con un peso aproximado de 200 kg. Fue realizada en Florencia entre 1865 y 1867, siendo expuesta en Río de Janeiro, Montevideo y Buenos Aires antes de llegar a Perú en 1868. Restaurada entre 2010 y 2011, actualmente forma parte de la muestra permanente del Museo de Arte de Lima.

## Historia
Terminado el dominio español, los artistas de la naciente república buscaron quebrar con la tradición colonial al adoptar nuevos referentes estéticos. Es así como Montero, con apoyo del gobierno peruano, viaja a Florencia a estudiar pintura, adoptando el academicismo desde una expresividad romántica. Luego de realizar obras de menor formato, emprende el que sería su proyecto más ambicioso, tanto por el esfuerzo técnico como por la complejidad del tema.
Terminado el trabajo, el artista emprende el viaje a Perú recalando en distintas ciudades, donde Los funerales de Atahualpa es vista por numeroso público y cosecha favorables comentarios. Llegando a Lima en 1868, ofrece la pintura como obsequio al Congreso, que lo acepta por ley del 26 de octubre de ese año, en la cual se dispone además entregar a Montero una medalla de oro y 20.000 soles.
Aún con las limitaciones impuestas por la falta de conocimiento preciso sobre el pasado incaico y su visualidad, la obra alcanza suficiente verosimilitud para transmitir la fuerza dramática del suceso histórico. Señales de su valoración en la construcción de la identidad nacional peruana son las reproducciones litográficas de George Brunswig en 1872 y en el reverso del billete de 500 soles emitido en 1879.
Tras la ocupación de Lima durante la Guerra del Pacífico, en 1881 la obra es tomada desde el Palacio de la Exposición y llevada a Chile como trofeo de guerra, retornando en el vapor Maipo el 3 de enero de 1885 gracias a las gestiones del escritor Ricardo Palma junto a otros bienes culturales expoliados.
Durante el siglo XX es reproducida en diversos soportes, incluso copiada en manifestaciones de arte popular. Aún en 2005 su vigencia queda de manifiesto al ser objeto de reinterpretación en la obra Los funerales de Atahualpa (cover) (2005) del pintor Marcel Velaochaga, que en clave posmoderna se apropia del original y lo transforma para reflejar la actualidad peruana de su época.

## Descripción de la obra
La escena toma como referente el relato de William H. Prescott en su Historia de la conquista del Perú, de donde obtiene los personajes y sus acciones. La composición se ordena en torno a dos conjuntos: a la derecha, el cuerpo sin vida de [Atahualpa] rodeado por severos conquistadores españoles, Francisco Pizarro entre ellos y sacerdotes domínicos oficiantes de las exequias, presididos por el cura Vicente de Valverde; a la izquierda, un grupo de mujeres indígenas, esposas y hermanas del Inca, irrumpe demandando ser sacrificadas junto al difunto señor, según dictaban sus creencias y son rechazadas por soldados y frailes.
En la interpretación del historiador del arte Alfonso Castrillón, citado por Leonardini, La diferenciación de los dos mundos está planteada: el nativo, reprimido (de rodillas o tendido) se ha quebrado como el candelabro del primer plano; lo español, de pie, hierático, inconmovible. Pizarro mira el futuro, mientras el Inca ha desaparecido para siempre.
El pintor se propuso reconstruir el acontecimiento en forma verosímil, acudiendo a diversas fuentes para establecer el rostro de Pizarro, Valverde y la indumentaria de los españoles. Pero, para el rostro de Atahualpa, Montero retrató el cuerpo sin vida de su amigo, el pintor Francisco Palemón Tinajeros (Arequipa, c. 1835-Florencia, 1865), de marcados rasgos indígenas. Las mujeres, por otro lado, reflejan ideales de belleza italianos, excluyendo los rasgos americanos. El contraste entre el rostro del Inca y los modelos femeninos europeos es una inconsistencia que ha sido señalada por diversos críticos.